# Mere (Wiltshire)
Mere è un paese di 2 633 abitanti della contea del Wiltshire, in Inghilterra.